# Makoto Fujita
Makoto Fujita (藤田まこと, Fujita Makoto), geb. Makoto Harada, (Toshima, 13 april 1933 – Suita, 17 februari 2010) was een Japans acteur. Zijn vader Rintarō Fujima was acteur in stomme films. Fujita begon zijn carrière in 1952 als komiek. Als acteur speelde hij zowel jidaigeki als hedendaagse rollen.
Fujita brak door in de televisieserie Tenamonya Sandogasa die van 1962 tot 1968 liep. In de 16-delige tv-serie Hissatsu (1973) schitterde hij in de rol van de samurai Nakamura Mondo. Hij speelde deze rol ook in het theater en in speelfilms. Fujita was verder te zien in de detectivereeks Hagure Keiji Junjōha. In het jidaigeki-genre speelde hij een rol naast Megumi Ōji in de remake van Kenkaku Shōbai. Hij speelde verder de rol van Sen no Rikyū en in 2008 die van Tokugawa Mitsukuni. In totaal speelde Fujita in zeker 57 films mee. Hij was ook te zien in een aantal televisiereclames.
Daarnaast was Fujita ook zanger. Hij bracht negen platen uit, onder meer een duet met Azusa Mano en verder met The Peanuts.

## Pacifist
Fujita was een verklaard pacifist en droeg altijd een brief bij zich van zijn oudere broer, die tijdens de Tweede Wereldoorlog sneuvelde in de Slag om Okinawa. Hij onthulde dat het meer dan 60 jaar duurde voor hij naar Okinawa durfde te gaan. Hier gooide hij rijstballen in de oceaan, als offer voor de slachtoffers van de oorlog.
Om zijn stellingname tegen oorlog over te brengen stak Fujita al zijn energie in zijn rol in Best Wishes for Tomorrow (Ashita e no Yuigon). In deze film uit 2007 speelt hij een oorlogsmisdadiger die na de Japanse capitulatie ter dood wordt veroordeeld wegens het laten executeren van leden van de Amerikaanse luchtmacht.

## Overlijden
In 2008 moest Fujita een theaterrol afzeggen omdat hij met slokdarmkanker kampte. In 2009 kreeg hij longklachten. Op 16 februari 2010 gaf de toen 76-jarige Fujita in zijn woning in Osaka plotseling bloed op. Hij werd naar het academisch ziekenhuis in Suita overgebracht, waar hij de volgende dag werd getroffen door een aneurysma van de aorta, waardoor hij overleed.
Fujita werd in 2002 onderscheiden met de Eremedaille met het paarse lint (紫綬褒章) voor zijn bijdrage aan de kunsten.